# Río Moradillo
El Río Moradillo es afluente del Rudrón, uniéndose con éste en Covanera.

## Características
- Su régimen hídrico es pluvio-nival con crecidas; en verano disminuye su caudal.[2]

- En su ribera se genera un arbolado de chopos, alisos, avellanos entre otros. Área muy apta para diversas especies de animales como la oropéndola, observada en la vega de Covanera.

- Atraviesa terrenos del periodo Cretácico Inferior. Ha generado un desnivel con respecto al páramo circundante de entre 100 y 200 metros, con laderas en sus diversos vallejos, barrancos y hondonadas. En el fondo de la mayoría de ellos se encuentran los pueblos por los que pasa excepto los que están en pleno páramo caso de Mozuelos de Sedano, Quintanaloma con Loma, Nocedo y Villalta.

- Ha generado una vega que desde la Alta Edad Media se acondicionó para el cultivo de cereales, patatas, árboles frutales y nogales hasta tiempos recientes.

- También se le denomina Sedanillo.

## Cuenca hidrográfica
Recibe aguas en el Páramo de Masa desde pueblos como Villalta, Quintanaloma, Masa, Moradillo, Mozuelos, Sedano, Gredilla, Nocedo y Covanera. 
Después de su nacimiento discurre por el vallejo de Valdeloma donde se van juntando diversos manantiales y fuentes que poco a poco van incrementando el caudal.
En Quintanaloma recibe el arroyo de Horadada, arroyo de Peracho, y arroyo de la Graja. También arroyo de Ruyuela y el arroyo Pardo que viene desde Masa.
También casi desde Masa parte el arroyo de la Vega que se junta con arroyo de la Rina que ha formado un largo vallejo por el que discurre la carretera  BU-514 . También recibe aguas del río Mozuelos. 
Entre Moradillo y Sedano, el valle se ensancha entre Peña Mancería y macizo de Peñaparral. Posteriormente se ven diversos barrancos como Vallimandora, Herreruelos, Hozabarre y Barrancalejo.
Atraviesa Sedano y recibe las aguas de los arroyos de Gredilla como Fuente Hernando y Valdepuente. Después de este pueblo desembocan en él diversos arroyos y fuentes. 
Ya en dirección de Covanera entre otros recibe  aguas de Valderroban, y arroyo Valdescañillo procedente de Nocedo. 
 También Valtubilla,  El Santillo,  y Briniega ya en Covanera. 

## Biota
En este río había abundancia de cangrejos (Austropotamobius pallipes lusitanicus) lo cual traía anejo la llegada de pescadores depredadores y demás. En la actualidad prácticamente ha desaparecido.